# Osella PA9

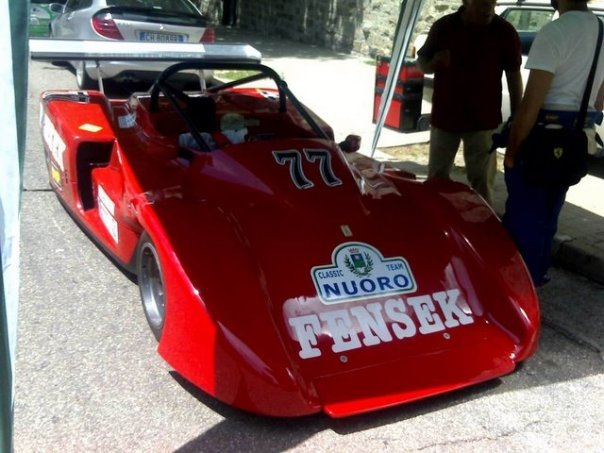
Osella PA9

Der Osella PA9 war ein Sportwagen-Prototyp, der 1981 von dem Turiner Rennwagenhersteller Osella entwickelt und vom Werk bis 1988 bei Sportwagen- und Bergrennen eingesetzt wurde.

## Entwicklungsgeschichte
Osellas Wurzeln liegen im Turiner Rennstall Abarth. Als dessen Inhaber Carlo Abarth sein Unternehmen 1969 verkaufte, übernahm Enzo Osella die Rennsportabteilung. Seit Anfang der 1970er-Jahre war Osella als Produzent von Rennfahrzeugen für den Sportwagensport aktiv; die ersten Modelle wiesen noch technische Bezüge zu Abarth-Fahrzeugen auf. Der PA9 war die konsequente Weiterentwicklung des PA8, wobei alle PA-Sportwagentypen auf der Karosserieform des PA3 basierten und ein mehr oder weniger gleichartig gestaltetes Monocoque aufwiesen. Wesentliches Merkmal der PA9 war der 2-Liter-BMW-Motor aus der Formel 2.

## Renngeschichte
Osella setzte den PA9 in seinem eigenen Werksteam, der Osella Squadra Corse, ein. Daneben fuhren im Laufe der Jahre auch zahlreiche Privatfahrer einen PA9.
In den Jahren der Einsatzzeit waren PA9 59-mal bei Sportwagenrennen gemeldet. In dieser Phase wurden acht Gesamt- und neun Klassensiege mit diesem Rennwagentyp erzielt. 21 Podiumsplatzierungen wurden eingefahren.

### 1981
1981 waren die PA9 sowohl in der Sportwagen-Weltmeisterschaft als auch in der italienischen Gruppe-6-Meisterschaft werksseitig gemeldet. Den ersten Renneinsatz hatte das Fahrzeug – Chassis 103 und 104 – am 5. April 1981 beim Gruppe-6-Rennen am Autodromo Riccardo Paletti in Varano de’ Melegari; am Steuer waren Mauro Nesti und Carlo Franchi, der seine Rennen unter dem Pseudonym Gimax bestritt. Franchi beendete das Rennen als Dritter und erreichte damit bereits im ersten Rennen einen Podiumsplatz; Nesti erreichte nach knapp einer halben Stunde Rennzeit und dem Rückstand von einer Runde auf den Sieger Pasquale Barberio den 14. Gesamtrang. 
Schon beim zweiten Renneinsatz gab es einen für die Fachwelt überraschenden Sieg und dies noch dazu bei einem Wertungslauf zur Sportwagen-Weltmeisterschaft. Die Osella-Werksfahrer Giorgio Francia und Lella Lombardi, die in den 1970er-Jahren in der Formel-1-Weltmeisterschaft aktiv gewesen war, siegten beim 6-Stunden-Rennen von Mugello deutlich vor dem privat gemeldeten Porsche 935K3 von John Cooper und Dudley Wood sowie dem BMW 320i von Anton Fischhaber und Mario Ketterer. Das 1000-km-Rennen von Monza beendeten die beiden Werkswagen – Chassis 107 und 104 – auf den Plätzen zwei und drei. Lella Lombardi/Giorgio Francia sowie Carlo Franchi und Luigi Moreschi mussten sich nur dem Porsche 935K3 von Edgar Dören, Jürgen Lässig und Gerhard Holup geschlagen geben. Auch beim 6-Stunden-Rennen von Pergusa erreichten die beiden Osella-Werksteams den zweiten und dritten Gesamtrang; diesmal hinter dem Lola T600 von Emilio de Villota und Guy Edwards.
Die Saison endete für die Werksmannschaft mit Siegen von Francia beim nationalen Gruppe-6-Rennen in Vallelunga und einem unter dem Pseudonym Bloody Black Tiger startenden Italiener bei einem Rennen ohne Meisterschaftsstatus in Magione. Weil Osella nicht an den zur Marken-Weltmeisterschaft zählenden Wertungsläufen der Sportwagen-Weltmeisterschaft teilnahm, blieb das Team trotz der guten Platzierungen punktelos.

### 1982
Osella war schon 1980 in die Formel-1-Weltmeisterschaft eingestiegen und hatte 1981 durch die Teilnahme an Formel-1- und Sportwagenrennen die Ressourcen des Teams in allen Bereichen bis an die Grenzen ausgeschöpft. Vor allem finanziell war die Doppelgleisigkeit eine enorme Belastung. Die großen Erfolge bei den Auftritten in der Weltmeisterschaft von 1981 ließen sich 1982 nicht überall wiederholen. Einen Teil der Entwicklungs- und Einsatzkosten holte sich das Team durch den Verkauf von Chassis an italienische Privatteams jedoch wieder zurück. 
Beim 1000-km-Rennen von Monza fiel der Werks-PA9, gefahren von Diulio Truffo und Luigi Moreschi nach 158 Runden durch Getriebeschaden aus. Weitaus erfolgreicher verliefen für die Werksmannschaft das 6-Stunden-Rennen von Silverstone sowie die 1000-km-Rennen von Spa und Mugello. In Silverstone wurden Francia und Truffo Vierte und die Rennen in Spa und Mugello beendeten Francia und Moreschi auf Rang sechs bzw. vier. Klassensiege waren in diesem Jahr für Osella nicht möglich, da die weitaus leistungsstärkeren Lancia LC1 ebenfalls in der Gruppe 6 an den Start gingen. 
Neben Chassis 113, das das italienische Jolly-Club-Team erfolglos in der Sportwagen-Weltmeisterschaft einsetzte, gelangte ein umgebauter PA9 (war ursprünglich ein PA8) nach Nordamerika und wurde dort von Jacques Villeneuve senior im Canadian-American Challenge Cup, besser bekannt als CanAm-Serie, gefahren.

## 1983 bis 1988
Nach Ablauf der Rennsaison 1982 zog sich Osella als Einsatzteam vollständig vom Sportwagensport zurück. Die noch vorhandenen Chassis wurden verkauft. Eines erwarb der Schweizer Rennfahrer Alfred Baer, der mit dem Wagen unter anderem in der Interserie an den Start ging. Das letzte nennenswerte Ergebnis mit einem PA9 erzielte Tony LaRosa mit dem zweiten Rang beim CanAm-Rennen in Summit Point 1986.
Erfolgreich blieb dieser Rennwagentyp jedoch bei Bergrennen. Mauro Nesti gewann mit seinem PA9 von 1983 bis 1988 sechsmal in Folge den Titel eines Europa-Bergmeisters in der Klasse der Rennwagen.